# Telążna-Kanał
Telążna-Kanał – kolonia w Polsce położona w województwie kujawsko-pomorskim, w powiecie włocławskim, w gminie Baruchowo.
W latach 1975–1998 miejscowość położona była w województwie włocławskim.